# Opera werystyczna
Opera werystyczna – kierunek, który pojawił się we włoskiej muzyce operowej przy końcu XIX wieku. Cechował go odwrót od tematyki fantastycznej, kultywowanej w okresie romantyzmu i poszukiwanie  materiału zaczerpniętego z rzeczywistości.
Zalążki opery werystycznej można dostrzec już w angielskiej ballad opera, w której oszustwo, przestępstwo i zmysłowość były równie dobrym tematem, jak dzieje greckich bogów. W literaturze naturaliści, jak Zola czy Ibsen  potrafili pokazać, że prawdziwe życie może być tematem sztuki. Weryści, będący odpowiednikiem naturalizmu w literaturze, zamienili wagnerowskiego bohatera na chłopca sycylijskiego, którego honor wart był równie interesującej oprawy operowej, jak pragnienie zemsty u możnego władcy.
Według werystów (z ich głównym przedstawicielem Giacomo Puccinim) podstawą opery jest temat i jego rozwinięcie fabularne. W przeciwieństwie do obiegowej opinii, panującej również w środowisku muzycznym, uważali, że publiczność należy fascynować przede wszystkim tematyką opery, a nie muzyką. Dlatego dbali o jasną, zrozumiałą akcję, traktując muzykę jako sztukę służebną.
Pewne elementy filozofii weryzmu wprowadził już Verdi (La Traviata, Rigoletto, Bal maskowy).